# Void (EP av The Mary Onettes)
Void är The Mary Onettes tredje EP, utgiven 2007 på skivbolaget Labrador. Skivan är deras andra för bolaget och innehåller två tidigare outgivna spår: "Everyday and Today" och "Translate". Titelspåret "Void" kom senare att inkluderas på bandets debutalbum The Mary Onettes.

## Produktion
Skivan spelades in på två platser. Titelspåret "Void" spelades in i House Arrest Studio i Göteborg med Henrik Ekström som producent. Ekström mixade och mastrade även låten. De två övriga spåren, "Everyday and Today" och "Translate" spelades in i Foundland Studio i Jönköping med Philip Ekström som producent. Philip Ekström skötte även mastering och mixning på dessa låtar.

## Låtlista
Alla låtar är skrivna av Philip Ekström.
1. "Void" - 3:30
2. "Everyday and Today" - 4:43
3. "Translate" - 4:15

## Personal
- Petter Agurén - gitarr
- Thomas Eberger - mastering
- Henrik Ekström - bas, producent, mixning
- Philip Ekström - sång, gitarr, mixning, producent
- Simon Fransson - trummor
- Henrik Mårtensson - fotografi

### Fotnoter
1. 1 2  ”Lost”. Discogs.com. http://www.discogs.com/Mary-Onettes-Lost/release/880234. Läst 18 februari 2012.
2. ↑  ”The Mary Onettes”. Labrador. Arkiverad från originalet den 18 februari 2012. https://web.archive.org/web/20120218183021/http://www.labrador.se/releases/themaryonettes.php3. Läst 18 februari 2012.
3. ↑  ”The Mary Onettes”. Svensk mediedatabas. http://smdb.kb.se/catalog/search?q=the+mary+onettes+typ%3Afonogram&sort=OLDEST. Läst 18 februari 2012.